# Die Zwillingsschwester
Die Zwillingsschwester (Originaltitel: Her Sister from Paris) ist eine US-amerikanische Stummfilmkomödie aus dem Jahr 1925 von Sidney Franklin mit Constance Talmadge und Ronald Colman in den Hauptrollen. Den Verleih übernahm First National. Das Drehbuch basiert auf dem Bühnenstück Die Zwillingsschwester von Ludwig Fulda. Eine Neuverfilmung erschien 1941 unter dem Titel Die Frau mit den zwei Gesichtern.

## Handlung
Joseph Weyringer, ein gefeierter Autor, verliert das Interesse an seiner Frau Helen und verjagt sie schließlich. Helen trifft ihre Zwillingsschwester Lola, eine gefeierte Tänzerin und Vamp, die als La Perry auftritt. Lola beschließt, ihrer Schwester zu helfen, Josephs Zuneigung zurückzugewinnen, indem sie Helen überredet, die Identität von Lola anzunehmen und zu ihrem Ehemann zurückzukehren.
Sowohl Joseph als auch sein Freund Robert verlieben sich in diese „Lola“. Joseph versucht, sie zu verführen. Sie sagt Joseph, dass sie sich ihm hingeben wird, sobald er erklärt, ein schlechter Ehemann für Helen gewesen zu sein. Joseph gesteht eifrig seine Liebe, und Helen enthüllt, dass er mit seiner eigenen Frau geschlafen hat. Joseph und Helen versöhnen sich und beschließen, ein neues gemeinsames Leben zu beginnen.

## Hintergrund
William Cameron Menzies oblag die künstlerische Leitung. Gilbert Adrian war für das Kostümbild zuständig, für ihn war es die erste Filmarbeit. Scott R. Beal arbeitete als Regieassistent.
Die Premiere des Films fand am 2. August 1925 statt.

## Auszeichnungen
1925 wurde der Film mit zwei Photoplay Awards für die beste Leistung des Monats November ausgezeichnet: einen Award gab es als besten Film, der andere ging an Constance Talmadge als beste Darstellerin.